# Elektrizitätswerk Schwyz
Das Elektrizitätswerk Schwyz (seit 2021 offiziell EWS AG) ist eine Stromversorgerin in der Schweiz. Das privatrechtlich organisierte Unternehmen wurde 1896 gegründet. Die Anteile der Gesellschaft hält zu 90 % die Centralschweizerische Kraftwerke AG (CKW-Gruppe), Private sind mit 7 % beteiligt, die restlichen 3 % befinden sich im Besitz von Gemeinden. 

## Unternehmen
EWS erbringt Dienstleistungen für Privatkunden, Unternehmen und Gemeinden in Produktion und Netzinfrastruktur, sowie Kommunikation. Das Unternehmen versorgt rund 24‘000 Kunden in den Bezirken Küssnacht, Gersau sowie in Teilen des Bezirks Schwyz (Ingenbohl, Morschach-Stoos, Oberiberg, Alpthal, Rothenthurm, Steinerberg, Arth-Rigigebiet) sowie in den angrenzenden Luzerner Seegemeinden Greppen, Weggis und Vitznau mit Strom.